# 黎明弥撒 (菲律宾)
黎明弥撒（读音：/sim.ˈbʌŋ.ˈɡʌ.ˌbi/），也译作夜间弥撒，是菲律宾天主教徒为迎接圣诞节而举行的为期9天的弥撒系列活动。黎明弥撒从12月16日持续到24日，每天举行，时间从凌晨3:00到5:00不等。黎明弥撒的最后一天，即圣诞前夕举行弥撒被称为“公鸡弥撒”（Misa de Gallo）。在黎明做弥撒这一特殊的弥撒模式历经数百年的传承演化后，成为了菲律宾天主教文化的独特习俗之一。

## 历史
黎明弥撒起源于1669年西班牙殖民时期，是菲律宾文化的一个独特特色。一般来说，在前西班牙殖民地举行的九日敬礼（如拉斯波萨达斯）会在傍晚举行，而菲律宾是一个以水稻、椰子和甘蔗种植园而闻名的农业国家，日出而作、日落而息的菲律宾农民们在晚间参加弥撒时已经疲惫不堪，天主教神父为了那些在日出前就开始在田里工作的农民能参加弥撒而做出了妥协性的调整，在天亮之前，也就是人们出门耕作之前，举行黎明的弥撒。1680年到1689年间，圣座颁布了一项教令，禁止包括西班牙、亚速尔群岛和墨西哥等地区使用本土语言唱只能在脱利腾弥撒的开始和结束时唱诵的赞美诗，黎明弥撒一度因此中止，直至马尼拉大主教费利佩·帕尔多去世后，神父们才恢复了黎明弥撒的活动。到了19世纪初，黎明弥撒历经演变传承，最终成为了菲律宾文化的一个重要传统。
1953年，第一届菲律宾主教会议召开，会议请求罗马教廷批准黎明弥撒活动继续开展，教廷批准了主教会议的请求。1961年，教廷对黎明弥撒活动颁布特别许可其延续下去的命令。2019年12月15日，教皇方济各在梵蒂冈城的聖伯多祿大殿为菲律宾主持了黎明弥撒的庆祝活动，这是历史上教皇首次主持菲律宾的弥撒活动。

## 庆祝活动
黎明弥撒通常在清晨四点钟开始，从礼仪上讲，黎明弥撒是一系列为纪念圣母玛利亚而举行的敬礼仪式，白色是唯一被授权用于九日敬礼期间举行的弥撒的典礼色，而在这一天中举行的其他弥撒则使用紫色，因为黎明弥撒之外的时间被认为是将临期的一部分。在九日祷告期间的周日，虽然礼仪和专用经文与礼拜日的礼仪一致，但典礼色仍然是白色。菲律宾人以极为庄严的态度庆祝黎明弥撒，并会在黎明弥撒期间唱诵《荣归主颂》，黎明弥撒之外的时间则禁止演唱该颂歌。教皇思道五世曾下令，由于菲律宾地区那段时间是收获的季节，农民需要在弥撒后立即下田工作，因此必须在日出前举行弥撒，农民需在礼仪结束后立即返回田里干农活。第9天凌晨，即平安夜那一天的黎明弥撒又被称作“公鸡弥撒”，在这一天，人们会重演圣若瑟和圣母玛利亚寻找耶稣诞生之所的场景。
在菲律宾民间有一个广为人知的传说，如果一个虔诚的信徒完成了全部九天的黎明弥撒，上帝可能会应允九日敬礼中信徒所提出的部分祈求。黎明弥撒也可以在购物中心内的开放空间庆祝，但马尼拉总教区不鼓励在购物中心举行弥撒，除非购物中心内设有自己的小圣堂。庆祝传统的脱利腾弥撒的团体为了让信徒有机会体验西班牙殖民时代庆祝黎明弥撒的方式，也会在烛光下庆祝黎明弥撒，并使用当地创作的、有数百年历史的礼仪和专用经文。在海外的菲律宾人也会在黎明弥撒的这几天聚集在一起庆祝这一盛大的节日。
弥撒结束后，菲律宾人会购买并在教堂庭院现做现售的节日美食作为早餐，如菲律宾稀饭、比宾卡、菲式紫米糕和蘇曼糕等米制品，并与热巧克力、萨拉巴特（salabát，当地的一种姜茶）或八打雁咖啡等饮料搭配食用，亦有拉蒂克、鸡蛋卷和手指饼干等零食售卖。